# The Boys (série télévisée)
Pour les articles homonymes, voir The Boys.
The Boys présentent : Les Diaboliques
The Boys est une série télévisée américaine de super-héros développée par Eric Kripke et basée sur la bande dessinée du même nom de Garth Ennis et Darick Robertson. Elle est diffusée dans le monde entier depuis le 26 juillet 2019 sur Prime Video. Quatre saisons sont disponibles et une cinquième saison a été annoncée, elle a commencé à être filmée en novembre 2024. La cinquième et dernière saison a été annoncée avant même la sortie de la quatrième.
The Boys se déroule dans un univers fantaisiste où des personnages surpuissants sont reconnus comme des super-héros par le grand public et travaillent pour la puissante société Vought International, qui s'occupe de leur promotion et de leur commercialisation. Bien loin de leur apparence héroïque, la plupart d'entre eux sont corrompus et arrogants, voire de dangereux psychopathes. La série se concentre sur deux groupes : les Sept, la première équipe de super-héros de Vought, et les Boys : des justiciers cherchant à faire tomber Vought et ses super-héros corrompus. Les Boys sont dirigés par Billy Butcher, qui méprise tous les super-héros (qu'il appelle Supes) et les Sept sont dirigés par le Protecteur (Homelander dans la version originale), un psychopathe narcissique et violent.
Une série dérivée d'animation, The Boys présentent : Les Diaboliques, est diffusée depuis 2022. Une autre série, Gen V, est diffusée depuis 2023.

## Synopsis
Hughie Campbell rejoint les « Boys » peu après qu'A-Train, membre du groupe de super-héros « les Sept », a accidentellement tué sa petite amie Robin. De son côté, la jeune héroïne Annie January, surnommée Stella (Starlight en VO), rejoint les Sept. Venant d'une petite ville, la jeune femme est pleine d'espoir mais va devoir faire face à la terrible vérité sur ceux qu'elle admirait tant. Stella va notamment déchanter en côtoyant le leader des Sept, « Le Protecteur » (Homelander en VO). Les autres membres des Sept sont la désillusionnée Reine Maeve, le toxicomane A-Train, le déséquilibré homme-poisson (en version originale The Deep), l'invisible Translucide et le mystérieux Black Noir. Plus tard, la suprémaciste Stormfront rejoindra le groupe et en deviendra un membre essentiel. Madelyn Stillwell, cadre de Vought, supervise les Sept.
Les Boys de William « Billy » Butcher sont complétés par le tacticien « La Crème » (Mother's Milk en anglais), le spécialiste des armes Serge, dit Le Français (Frenchie), et Kimiko, la Fille (the Female), à qui on a injecté contre son gré le mystérieux « composé V ».

### Première saison  (2019)
Les Boys affrontent les Sept, motivés par Butcher ayant appris que le Protecteur a causé la disparition de sa femme Becca. Alors que le Protecteur et Stillwell conspirent afin d'obtenir le soutien du gouvernement pour les super-héros, les Boys tentent de les arrêter en découvrant les secrets inavouables de Vought. Hughie et Annie/Stella brouillent le conflit en tombant amoureux l'un de l'autre et en entamant une relation intime, malgré la méfiance de Butcher à leur égard.

### Deuxième saison (2020)
Les Boys poursuivent leurs efforts pour vaincre Vought, aidés par Stella. Ils sont devenus des fugitifs recherchés par le gouvernement. Butcher apprend que Vought retient Becca en captivité avec un fils surpuissant dont le père n'est autre que le Protecteur, qui l'a violée. Alors que Butcher tente de sauver sa femme, Stormfront dont le passé nazi est révélé, promeut son message de suprémaciste blanche auprès des Sept et du public, cherchant à faire en sorte que le Protecteur conduise les super-héros à la domination mondiale.

### Troisième saison (2022)
Les boys découvrent l’existence d’une arme capable de tuer le protecteur, « Le Petit Soldat ».
Cette arme est en réalité un ancien super qui à l’époque était le plus puissant de tous. Hughie et Butcher s’injectent un produit pour eux-mêmes maitriser ce super, nommé le « V24». Cette substance est une dérive du composé V avec les mêmes effets de pouvoirs mais avec une durée de seulement 24h. Butcher et Le Petit Soldat passent un marché :
Butcher l’aide pour retrouver son ancienne équipe, et Le Petit Soldat aide Butcher à tuer Le Protecteur. Le Protecteur apprend que le Petit Soldat n’est autre que son propre père. Le Petit Soldat aidera quand même Butcher à tuer Le Protecteur mais la fin ne va pas se passer comme prévu.

### Quatrième saison (2024)
Le monde est au bord du gouffre. Associée au Protecteur, la vice-présidente Victoria Neuman est plus proche que jamais du Bureau Ovale. Butcher, à qui il ne reste que quelques mois à vivre, a perdu son rôle de commandant des Boys. Les membres de l'équipe ne supportent plus ses mensonges mais ils doivent s'unir pour sauver le monde avant qu'il ne soit trop tard.

## Distribution
Note : Le doublage de la version québécoise a débuté en juin 2022, soit près de trois ans après la diffusion originale de la 1re saison.

### Acteurs principaux
- Les « Boys »
  - Karl Urban (VF : Jean-Pierre Michaël ; VQ : Louis-Philippe Dandenault) : William « Billy » Butcher, le chef des Boys
  - Jack Quaid (VF : Jim Redler ; VQ : Nicolas Bacon) : Hugh « Hughie » Campbell
  - Laz Alonso (VF : Olivier Cordina ; VQ : Fayolle Jean Jr.) : Marvin Milk / « La Crème » (Mother's Milk - MM - en VO)
  - Tomer Kapon (VF : Alexis Tomassian ; VQ : Hugolin Chevrette (saisons 1 à 3) Maël Davan-Soulas (depuis la saison 4)) : Serge / « Le Français » (Frenchie en VO)
  - Karen Fukuhara (VF : Kaina Blada ; VQ : Marie-Laurence Boulet) : Kimiko Miyashiro / « La Fille » (The Female en VO)
- Les Sept
  - Antony Starr (VF : Jérôme Pauwels ; VQ : Nicolas Charbonneaux) : John Gillman / « Le Protecteur », leader des Sept (Homelander en VO)
  - Erin Moriarty (VF : Leslie Lipkins ; VQ : Ludivine Reding) : Annie January / « Stella » (Starlight en VO)
  - Dominique McElligott (VF : Barbara Beretta ; VQ : Catherine Proulx-Lemay) : Maggie Shaw / « Reine Maeve » (Queen Maeve en VO) (saisons 1 à 3)
  - Jessie Usher (VF : Diouc Koma ; VQ : Lyndz Dantiste) : Reggie Franklin / « A-Train »
  - Chace Crawford (VF : Rémi Bichet ; VQ : Gabriel Lessard) : Kevin Moskowitz / « l'homme-poisson » (The Deep en VO)
  - Nathan Mitchell (VF : Eilias Changuel) : Earving / « Black Noir » (saisons 1 à 3) puis  « Black Noir II » (depuis la saison 4)
  - Aya Cash (VF : Chloé Berthier ; VQ : Kim Jalabert) : Klara Risinger / Stormfront / Liberty (saison 2, invitée saison 3)
  - Susan Heyward (VF : Melissa Berard) : Jessica Bradley / Sister Sage (depuis la saison 4)
  - Valorie Curry (VF : Angèle Humeau) : Misty Tucker Gray / Firecracker (depuis la saison 4)
- Vought
  - Elisabeth Shue (VF : Hélène Bizot ; VQ : Valérie Gagné) : Madelyn Stillwell, vice-présidente du département Hero Management pour Vought International (saison 1, invitée saison 2)
  - Colby Minifie (VF : Youna Noiret ; VQ : Catherine Brunet) : Ashley Barrett, successivement agent du marketing, successeure de Stillwell, puis PDG de Vought (depuis la saison 2, récurrente saison 1)
- Autres
  - Claudia Doumit (VF : Céline Melloul ; VQ : Sofia Blondin) : Victoria Neuman, femme politique / Nadia Khayat (saisons 3 et 4, récurrente saison 2)
  - Jensen Ackles (VF : Fabrice Josso ; VQ : Adrien Bletton) : Ben / Le petit Soldat (Soldier Boy en VO) (saison 3, invité saison 4)
  - Cameron Crovetti (VF : Cécile Gatto ; VQ : Noé Henri Rouillard) : Ryan Butcher  (depuis la saison 4, récurrent saisons 2 et 3)
  - Jeffrey Dean Morgan (VF : Jérémie Covillault ; VQ : Benoît Rousseau) :  Joe Kessler, agent de la CIA (depuis la saison 4)

### Acteurs récurrents

#### Introduits dans la saison 1
- Ann Cusack (VF : Marie-Frédérique Habert ; VQ : Marika Lhoumeau) : Donna January, la mère d'Annie (saisons 1 et 2, invitée saison 3)
- Laila Robins (VF : Frédérique Tirmont ; VQ : Élise Bertrand) : Grace Mallory / « Le colonel», ex-CIA et ex-chef des Boys (saison 2 à 4, invitée saison 1)
- Giancarlo Esposito (VF : Thierry Desroses ; VQ : Alain Zouvi) : Stanford « Stan » Edgar, PDG De Vought (depuis la saison 2, invité saison 1)
- Malcolm Barrett (VF : Jérémie Bédrune ; VQ : Rodley Pitt) : Seth Reed (saison 1, invité saisons 2 à 4)
- Nalini Ingrita (saisons 1 et 2) puis Liyou Abere (VF : Clara Soares ; VQ : Alice Déry) (saison 3) : Janine, la fille de La Crème (saison 3, invitée saisons 1 et 2)
- Alvina August (saison 1) puis Frances Turner (depuis la saison 3) (VF : Aurélie Konaté) : Monique, l'ex-femme de La Crème (saison 3, invitée saisons 1 et 4)
- Shantel VanSanten (VF : Victoria Grosbois ; VQ : Mélanie Laberge) : Becca Butcher, la femme de Billy (saisons 1 et 2, invitée saisons 3 et 4)
- Jim Beaver (VF : Emmanuel Jacomy ; VQ : Jean-François Blanchard) : le Secrétaire d'Etat Robert Singer (depuis la saison 3, invité saisons 1 et 2)
- Simon Pegg (VF : Cédric Dumond ; VQ : Frédéric Desager) : Hugh Campbell Sr., le père de « Hughie » (saisons 1 et 4, invité saison 3)
- Christian Keyes (VF : Mohad Sanou ; VQ : Pierre-Yves Cardinal) : Nathan Franklin, frère de « A-Train » (saisons 1 et 4, invité saison 3)
- Jordana Lajoie (VQ : Jeanne Roux-Côté) : Cherie, la petite amie du « Français » (saison 1, invitée saisons 2, 3 et 4)
- Nicola Correia-Damude (VF : Sophie Riffont ; VQ : Marie Bernier) : Elena (saisons 1 et 2)
- Mishka Thébaud (VF : Mario Bastelica) : Shockwave (saisons 1 et 2)
- Jennifer Esposito (VF : Nathalie Karsenti ; VQ : Christine Bellier) : Susan Raynor, directrice-adjointe de la CIA et ex de Billy (saison 1, invitée saison 2)
- Alex Hassell (VF : Jérémy Prévost) : « Translucide » (Translucent en VO) (saison 1)
- Jess Salgueiro (VF : Elsa Davoine) : Robin, la copine de « Hughie » (saison 1)
- Shaun Benson (VF : Yann Guillemot) : Ezekiel (saison 1, invité saison 4)
- Brittany Allen (VF : Léovanie Raud) : Charlotte / « Popclaw », la petite-amie d'« A-Train » (saison 1)
- Brit Morgan : Rachel, sœur de Becca et belle-sœur de Billy (saison 1)

#### Introduits dans la saison 2
- Katy Breier (VF : Karina Testa ; VQ : Eve Mangin) : Cassandra Schwartz, la femme de l'Homme Poisson (saisons 2 et 3)
- Langston Kerman (en) (VF : Jhos Lican) : Aigle l'Archer (saison 2)
- Jessica Hecht (VF : Véronique Soufflet ; VQ : Hélène Mondoux) : Carol Manning (saison 2)
- Shawn Ashmore (VF : Sylvain Agaësse ; VQ : Philippe Martin) : La Torche (Lamplighter en VO) (saison 2)
- Goran Višnjić (VF : Stéphane Ronchewski ; VQ : Patrick Chouinard) : Alastair Adana, le leader de l’Église du Collectif (saison 2)

#### Introduits dans la saison 3
- Sabrina Saudin (VQ : Célia Gouin-Arsenault) : L'autre Ashley
- Matthew Edison (en) (VF : Xavier Béja ; VQ : Renaud Paradis) : Cameron Coleman (saison 3, invité saison 4)
- Matthew Gorman (VF : Benjamin Pascal ; VQ : Lucien Bergeron) : Todd (saison 3, invité saison 4)
- Katia Winter (VF : Estelle Graczyk) : Nina « Little Nina » Namenko (saison 3, invitée saison 4)
- Laurie Holden (VF : Déborah Perret ; VQ : Pascale Montreuil) : La Comtesse Rouge (Crimson Countess en VO) (saison 3)
- Miles Gaston Villanueva (VF : Stanislas Forlani) : Alex / Supersonic (saison 3)
- Nick Wechsler (VF : Stéphane Pouplard) : Blue Hawk (saison 3)

#### Introduits dans la saison 4
- Rosemarie DeWitt (VF : Anne Massoteau) : Daphne Campbell
- Elliot Knight (VF : Baptiste Marc) : Colin Hauser
- Tilda Swinton (VF : Françoise Cadol ; VQ : Nathalie Coupal) : Ambrosius (voix)
- Olivia Morandin : Zoe Neuman

#### Introduits dans la saison 5
- Jared Padalecki
- Misha Collins
- Daveed Diggs[1]

### Invités
- Jimmy Fallon (VF : Benoît Du Pac ; VQ : Tristan Harvey) : lui-même (saison 1, épisode 1)
- Billy Zane : lui-même (caméo, saison 1, épisodes 5 et 6)
- Seth Rogen (VF : Xavier Fagnon) : lui-même (caméo - saison 1, épisode 6, saison 2, épisodes 1 et saison 3, épisodes 1 et 5)
- Tara Reid : elle-même (caméo, saison 1, épisode 6)
- Haley Joel Osment (VF : Benoît Du Pac) : Mesmer (saison 1, épisodes 6 et 7)
- John Doman (VF : Jacques Frantz) : Jonah Vogelbaum (saison 1, épisode 7 et saison 2, épisode 7)
- P. J. Byrne (VF : Laurent Morteau) : Adam Bourke (saison 2, épisode 3 et 5 et saison 4, épisode 2)
- Jason Gray-Stanford (VQ : Antoine Durand) : Dennis (saison 2, épisode 6)
- John Noble (VF : José Luccioni ; VQ : Éric Gaudry) : Sam Butcher, le père de Billy Butcher (saison 2, épisode 7)
- Lesley Nicol (VF : Nicole Favart) : Connie Butcher, la mère de Billy (saison 2, épisode 7)
- Charlize Theron (VF : Barbara Kelsch) : L'actrice dans le rôle de Stormfront dans le film Dawn of the Seven (saison 3, épisode 1)
- Paul Reiser (VF : Thierry Hancisse) : « La Légende » (saison 3, épisodes 5 et 7)
- Mila Kunis  : elle-même (saison 3, épisode 6 - non créditée)
- Ashton Kutcher  : lui-même (saison 3, épisode 6 - non crédité)
- Will Ferrell (VF : Maurice Decoster) : lui-même (saison 4, épisode 2 - non crédité)
- Rob Benedict (VF : Tanguy Goasdoué) : Splinter (saison 4, épisode 2)

Version française réalisée par Deluxe Media Paris ; direction artistique : Benoît du Pac ; adaptation des dialogues : Léa Benguigui et Sébastien Charron
Version québécoise réalisée par Cinélume ; direction artistique : Sébastien Reding
 Source et légende : version française (VF) sur RS Doublage
 Source et légende : version québécoise (VQ) sur Doublage.qc.ca

## Production

### Développement
Entre 2008 et 2016, une adaptation cinématographique de The Boys avait été à divers stades de développement chez Columbia Pictures et Paramount Pictures.
Le projet d'adaptation de The Boys en série commence en avril 2016 pour Cinemax, avec Eric Kripke, Evan Goldberg et Seth Rogen à la production. Garth Ennis et Darick Robertson sont rattachés au développement comme coproducteurs exécutifs. Point Grey Pictures, Original Film et Sony Pictures Television sont impliquées.
En novembre 2017, Amazon Video commande une saison de huit épisodes, après une période de plusieurs mois de développement en amont, toujours avec la même équipe créative à la production,,.
Eric Kripke voulait garder un sens de la réalité dans la série et garder les écrivains disciplinés en décidant que « tout ce qui résulte de ce médicament est acceptable, et tout ce qui n'en résulte pas nous est pas interdit ». Il ne voulait pas tomber dans la convention sur-abondée de tuer des personnages féminins pour motiver les héros et a également vu une occasion de surprendre les lecteurs de bandes dessinées en changeant l'histoire de Becky, l'épouse de Butcher.
Le 30 avril 2018, Rogen et Goldberg, qui devaient réaliser le premier épisode, cèdent la place à Dan Trachtenberg pour des problèmes d'emploi du temps.
Le 19 juillet 2019, avant même la diffusion de la première saison de la série, Prime Video la renouvelle pour une deuxième saison.
Le 23 juillet 2020, avant même la diffusion de la deuxième saison de la série, Prime Video la renouvelle pour une troisième saison.
Le 10 juin 2022, Prime Video renouvelle la série pour une quatrième saison,.
Le 14 mai 2024, un mois avant la diffusion de la quatrième saison, Prime renouvelle la série pour une cinquième saison.  Le 11 juin 2024, Eric Kripke, showrunner de la série, annonce que celle-ci sera la dernière saison.

### Attribution des rôles

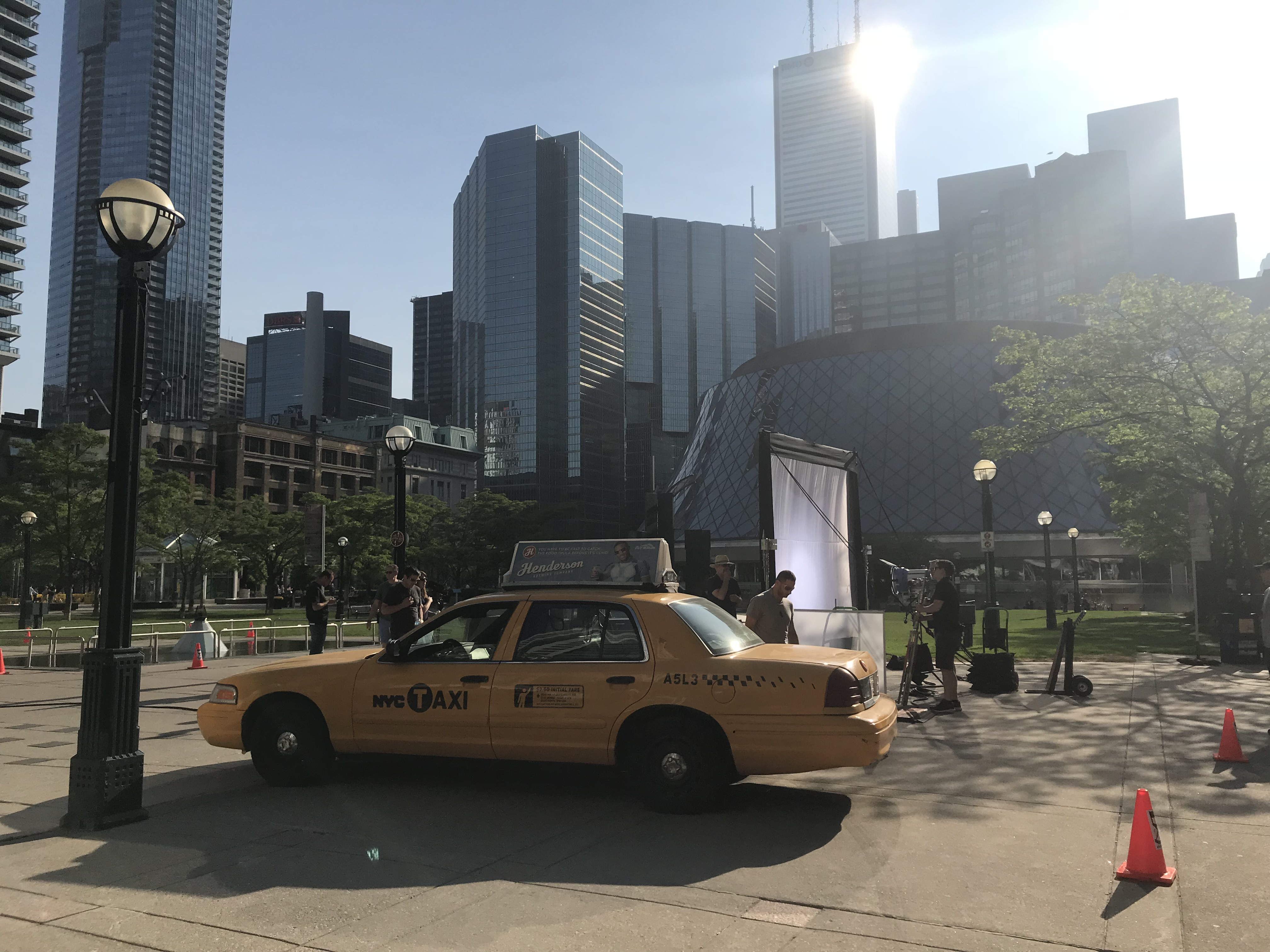
Une partie du tournage a eu lieu au Pecaut Square à Toronto.

Le 18 décembre 2017, Erin Moriarty est choisie pour le rôle d'Annie January / Stella. Le 17 janvier 2018, Antony Starr, Dominique McElligott, Chace Crawford, Jessie Usher et Nathan Mitchell obtiennent des rôles principaux, rejoints en mars par Laz Alonso, Jack Quaid et Karen Fukuhara,,. Le 5 avril 2018, Karl Urban est annoncé pour le rôle de Billy Butcher. En mai 2018, Elisabeth Shue est annoncé dans le rôle régulier de Madelyn Stillwell. Le 25 juin 2018, Tomer Kapon est confirmé pour interpréter Frenchie. Le 30 août 2018, Jennifer Esposito est choisie pour le personnage récurrent de l'agent de la CIA Susan Raynor.
Le 5 octobre 2018, lors de la Comic Con de New York, il est annoncé que Simon Pegg rejoint la série pour incarner le père du Hughie. Le dessinateur du comics d'origine Robertson a confirmé que Simon Pegg a servi de modèle pour Hughie dans ses dessins après qu'il l'a vu dans la série Spaced, mais Pegg s'estimait trop vieux pour incarner le personnage à l'écran.
Le 25 juin 2021, Variety annonce que Laurie Holden intègre la distribution de la saison 3, avec le rôle de la Crimson Countess[réf. souhaitée].
Le 21 août 2023, il est annoncé que Susan Heyward et Valorie Curry rejoignaient le casting principal de la série pour sa quatrième saison. Le même mois, Jeffrey Dean Morgan rejoint le casting de la série.
Le 1er décembre 2022, Rosemarie DeWitt, Rob Benedict et Elliot Knight sont annoncés pour la distribution de la saison 4.

### Tournage
Le tournage principal de la première saison commence le 22 mai 2018 à Toronto, pour une fin alors prévue le 25 septembre 2018,,. Le tournage de la deuxième saison se déroule entre le 17 juin et le 1er novembre 2019, toujours à Toronto. Celui de la troisième saison doit avoir lieu au premier semestre 2021.

## Sortie
Le 26 septembre 2018, l'affiche officielle de la série est publiée. Le 5 octobre 2018, parallèlement au panel de la série organisé chaque année au New York Comic Con, une bande-annonce de la série est publiée. Le 24 janvier 2019, une autre bande-annonce a été publiée sur le compte Twitter officiel de Seth Rogen. La série est diffusée le 26 juillet 2019 sur Prime Video, après la publication d'un autre teaser. Le 22 juillet, Slipknot sort un nouveau single intitulé Solway Firth, accompagné d'un clip vidéo et comprenant des clips et l'audio de la série. La deuxième saison est diffusée à partir de septembre 2020. Tous les épisodes ne sont pas mis en ligne en même temps par Amazon Prime : trois épisodes d'un coup le 4 septembre, puis les cinq autres une fois par semaine, jusqu'au dernier le 9 octobre.

## Épisodes

### Première saison (2019)
| no | Titre français            | Titre original                | Date de diffusion |
| --- | ------------------------- | ----------------------------- | ----------------- |
| 1 | La Règle du jeu           | The name of the Game          | 26 juillet 2019   |
| Hughie Campbell voit sa fiancée Robin mourir sous ses yeux lorsqu'un super-héros en mission, A-Train, entre en collision avec elle. Un avocat lui propose de l'argent en dédommagement, à la condition que Hughie signe une clause de confidentialité sur les causes de sa mort. Ce dernier hésite à accepter et réalise très vite que les super-héros sont des personnes intouchables, en particulier les membres des Sept, une équipe de super-héros puissants et influents. Pendant ce temps, Stella alias Annie, une jeune héroïne, est recrutée par l'entreprise Vought pour devenir le nouveau membre des Sept. D'abord aux anges, elle déchante très vite quand elle découvre le vrai visage de son héros préféré, l'Homme-Poisson. Hughie est approché par Billy Butcher, qui se présente comme membre du FBI, qui lui montre que les super-héros sont loin d'agir comme ce qu'ils semblent être et lui demande son aide pour le prouver, notamment en exigeant des excuses en face à face de A-Train afin de poser un mouchard à la table des Sept au siège de Vought. Revenu à son magasin, Hughie est attaqué par Translucide, qui l'avait vu poser le mouchard et l'avait suivi, mais est sauvé in extremis par Butcher, et tous deux neutralisent le super. |                           |                               |                   |
| 2 | Cerise                    | Cherry                        | 26 juillet 2019   |
| Hughie et Butcher doivent s'occuper du cas de Translucide avant que la police ou Vought ne les retrouvent. Ils vont chercher de l'aide chez le Français, un ancien partenaire de Butcher, qui n'est pas ravi de cette visite. Stella découvre la réalité du métier de super-héros au sein des Sept, la priorité n'étant pas nécessairement de sauver les personnes en danger. Madelyn Stillwell doit convaincre les sénateurs d'intégrer les super-héros dans l'armée et tous les moyens sont bons pour y parvenir : elle fait chanter un sénateur réticent en le piégeant avec un super métamorphe. Le Français a finalement une idée pour contourner la peau en carbone de Translucide en lui insérant une dose d'explosif dans le rectum. Hughie le laisse s'évader involontairement, mais face à son discours et craignant le Protecteur, il choisit finalement son camp et actionne l'explosif. |                           |                               |                   |
| 3 | Prends ça                 | Get some                      | 26 juillet 2019   |
| Butcher et le Français s'occupent de gagner du temps en cachant les preuves de la mort de Translucide. Butcher cherche à recruter un ancien partenaire (La Crème) pour les aider à trouver ce que faisait réellement A-Train quand il a percuté Robin. Stella apprend une bonne nouvelle qui se transforme vite en problème et qui n'arrange pas sa remise en question. Le Protecteur semble être le seul à se soucier de la disparition de Translucide. A-Train participe à une course pour maintenir son titre d'homme le plus rapide du monde, mais la pression l'angoisse et il trouve un moyen de booster ses performances et de remporter la course. Hughie, Butcher, le Français et La Crème espionnent Popclaw et font une découverte majeure sur le mode de vie des super-héros. |                           |                               |                   |
| 4 | La Fille                  | The female of the species     | 26 juillet 2019   |
| Butcher retourne voir Susan pour lui montrer la vidéo de A-Train et Popclaw se droguant, mais elle l'informe qu'elle a besoin d'un échantillon du composé V pour pouvoir déclencher une enquête. À la suite des confessions de Popclaw, les Boys se planquent devant un restaurant chinois afin de trouver le dealer du composé V et ils découvrent dans un sous-sol une fille enfermée. Contre l'avis des autres, le Français la libère et celle-ci massacre sauvagement toutes les personnes présentes, à l'exception des Boys, avant de s'enfuir. Butcher décide de la poursuivre avant que Vought ne lui mette la main dessus. Hughie a un rendez-vous avec Annie et Butcher souhaite qu'il en profite pour poser un mouchard dans son portable. L'Homme poisson est fatigué de ne pas être pris au sérieux, pendant que Madelyn espère profiter de la prise d'otage d'un avion pour faire pencher l'opinion publique vers l'intégration des super-héros dans l'armée américaine. Reine Maeve et Le Protecteur tentent d'intervenir mais ce dernier pulvérise le panneau de commande de l'avion. Convaincu qu'il ne pourra pas le redresser, il renonce, menaçant même les passagers voulant sauver leur vie. Maeve part avec lui à contrecœur, et l'avion s'écrase. Plus tard, alors que les débris refluent sur la plage, le Protecteur joue un discours poignant devant les médias, prétextant qu'ils sont arrivés trop tard et arguant que cela ne serait pas arrivé s'ils étaient intégrés à l'armée. |                           |                               |                   |
| 5 | Des bleus à l'âme         | Good for the soul             | 26 juillet 2019   |
| Cachée à La Havane, Popclaw reçoit la visite de A-Train. Elle finit par lui avouer qu'elle a parlé du composé V à quatre hommes et les lui décrit, mais A-Train la tue en lui injectant plusieurs seringues d'héroïne. Le Français tente de communiquer avec la Fille. Pendant ce temps, Butcher et la Crème ont accompagné Hughie à l'exposition évangélique Believe où ce dernier doit retrouver Stella. Ils comptent en profiter pour rencontrer Ezekiel, qu'ils soupçonnent d'être relié au trafic de composé V. Lors de l'exposition, Stella commence à réaliser que ce qui l'entoure diffère de ses souvenirs et commence à douter du bien fondé du meeting. Sur scène, s'écartant du discours prévu, elle dénonce (sans le nommer) ce que l'Homme Poisson lui a fait subir, provoquant une vive réaction publique. Ayant obtenu un pass VIP grâce à Stella, Hughie croise le Protecteur et rencontre Ezekiel, dont il parvient à soutirer des informations en le faisant chanter avec une vidéo compromettante. Alors que tout se déroule selon leurs plans, Butcher reçoit un appel qui le rend furieux et laisse la Crème et Hughie aux commandes, mais ce dernier n'est pas sûr de réussir. |                           |                               |                   |
| 6 | Les Innocents             | The Innocents                 | 26 juillet 2019   |
| Stella fait face aux conséquences de ses révélations à l'exposition Believe et s'affirme face à Madelyn. La Crème explique aux autres membres du groupe ce que lui et Butcher ont découvert à l'hôpital à l'aide des informations d'Ezekiel : Vought injecte le composé V à des bébés sous couvert d'un vaccin, fabriquant ainsi les super-héros. Madelyn décide d'écarter l'Homme-poisson des Sept à la suite des révélations de Stella, l'envoyant dans une ville reculée et tranquille, où il finit vite par s'ennuyer. Butcher tente de convaincre Hughie qu'il ne doit pas faire confiance à Stella et lui confesse pourquoi il souhaite se venger des super-héros : sa femme a été violée par le Protecteur, avant de disparaître. La Crème et le Français décident de faire appel aux pouvoirs d'un ancien super-héros, Mesmer, pour qu'il lise les pensées de la Fille, dont le nom s'avère être Kimiko. Mais Mesmer, souhaitant un retour en grâce auprès de Vought qui l'avait écarté vingt ans plus tôt après sa carrière de super-enfant acteur, va rapporter au Protecteur la visite qui a reçu des Boys, ainsi que les photos des membres du groupe. |                           |                               |                   |
| 7 | Question de survie        | The self-preservation Society | 26 juillet 2019   |
| Hughie et Annie passent la nuit à l'hôtel, sous la surveillance d'un Butcher mécontent. Le lendemain, le Protecteur réunit les membres restants des 7 pour leur parler de la mort de Translucide et du chantage fait à l'encontre d'Ezekiel par Hughie. Il est persuadé que Stella l'a aidé et commence à s'en prendre à elle quand Maeve prend sa défense. Alors que Hughie confie aux autres qu'il veut arrêter de chercher vengeance, il reçoit un appel de A-Train l'informant qu'il détient son père en otage. La Crème réalise alors qu'ils sont tous grillés. A-Train confronte Hughie, mais est neutralisé par la Fille. Le Protecteur va voir un ancien scientifique de Vought, le Dr Vogelbaum, pour savoir comment Becca Butcher a disparu et en révèle plus sur son propre passé : elle s'est retrouvée enceinte du Protecteur et, mise au secret par Vought pendant sa grossesse, est morte en couches avec l'enfant, terrassée par les pouvoirs incontrôlables de celui-ci. Volgelbaum regrette que le Protecteur ait grandi dans un labo, entouré de scientifiques et non d'une vraie famille, estimant que cela l'a empêché de développer de l'empathie pour les humains, qu'il méprise profondément et considère comme inférieurs. |                           |                               |                   |
| 8 | On ne prend plus de gants | You Found Me                  | 26 juillet 2019   |
| À la suite de l'attaque d'un super-terroriste, le Pentagone décide de classifier le dossier du composé V et la protection des Boys tombe, bien que Susan promette de continuer à protéger leur famille. A-Train se remet plus rapidement que prévu de sa grave fracture infligée par la Fille en prenant du composé V, au grand désespoir de son frère. Durant une soirée au siège de Vought, le Protecteur avoue fièrement à Madelyn que c'est lui qui a fabriqué les super-terroristes, avec l'aide de A-Train, pour s'assurer du vote de la loi qu'elle désire tant. Butcher amène Hughie avec lui pour aller rendre visite à Mallory, une ancienne membre de la CIA qui a recruté Billy et formé les Boys, en lui promettant vengeance contre le Protecteur pour ce qu'il avait fait à sa femme. Elle refuse de les aider mais les informe que Madelyn et le Protecteur ont une relation plus personnelle que professionnelle et qu'elle pourrait être la clé de la faiblesse du super-héros. Stella rentre chez elle et décide de questionner sa mère sur la réalité de ses pouvoirs. Pendant ce temps, La Crème, le Français et Kimiko sont arrêtés par les forces spéciales. Lorsqu'ils reviennent de leur visite chez Mallory, Butcher souhaite continuer sa vengeance alors que Hughie veut les sauver ; ils finissent par se séparer. Hughie décide de demander de l'aide à Stella, mais celle ci refuse et s'en va. Retournant à la planque, il est intercepté par les forces spéciales et enfermé avec le Français et la Crème. Ils parviennent cependant à s'échapper et à récupérer la Fille, repoussant les soldats avec l'aide de dernière minute de Stella. A-Train apparaît alors et engage le combat avec elle, mais a une crise cardiaque à cause d'une surdose de composé V. Hughie s'enfuit pendant que Stella tente de le réanimer. Butcher s'introduit au domicile de Stilwell et la prend en otage en l'entourant d'explosifs afin de faire venir le Protecteur. Celui ci finit cependant par la tuer avec ses yeux-laser après lui avoir dit qu'elle et le Dr Vogelbaum avaient menti au sujet de son fils et de la femme de Butcher, et que Stilwell ait avoué qu'elle éprouvait plus de peur que d'affection envers lui. Butcher relâche alors le détonateur de sa bombe, faisant sauter la maison. Protégé in extremis par le Protecteur, il se réveille sur une pelouse, devant une maison où apparaissent sa femme Becca et son fils de Ryan, biens vivants, le Protecteur révélant à celui-ci qu'il est son père. |                           |                               |                   |

### Deuxième saison (2020)
La série est renouvelée pour une deuxième saison, qui est diffusée depuis le vendredi 4 septembre 2020.
| no | Titre français                      | Titre original                                  | Date de diffusion |
| --- | ----------------------------------- | ----------------------------------------------- | ----------------- |
| 1 | Comme à la fête foraine             | The Big Ride                                    | 4 septembre 2020  |
| La situation est plus que délicate pour les Boys : Butcher, qui reste introuvable, a été accusé du meurtre de Madelyn. Ils sont accusés de terrorisme et tous recherchés. Hughie, la Crème, le Français et Kimiko vont à la rencontre de Susan Raynor, mais alors qu'ils discutent, la tête de la directrice adjointe de la CIA explose brutalement. Alors qu'ils sont contraints de fuir en catastrophe puis de rester cachés, Hughie tente malgré tout de revoir Annie, toujours chez les Sept. Ensemble, ils continuent de travailler à la chute de Vought, ce qui pourrait mettre la super-héroïne en grand danger. Le Protecteur compte profiter de la disparition de Madelyn pour prendre les commandes, mais c'est sans compter sur Edgar, le directeur de Vought, qui impose un nouveau membre féminin chez les sept : Stormfront. Pendant ce temps, l'Homme-Poisson continue de sombrer. Edgar apprend au Protecteur les origines de l'entreprise et du composé V : son fondateur, Frederick Vought, était pendant la seconde guerre mondiale le médecin chef du camp de Dachau, ou il a commencé à mettre au point le composé V sur des prisonniers du camp. Vers la fin de la guerre, il se rapproche des américains et est gracié par Roosevelt. Il fonde alors Vought International, entreprise pharmaceutique, et crée le premier super, Le Petit Soldat. |                                     |                                                 |                   |
| 2 | Préparation propre et planification | Proper Preparation and Planning                 | 4 septembre 2020  |
| Butcher est de retour, ce qui ne plait pas à Hughie. Le Protecteur décide de passer du temps avec son fils, Ryan, sous le regard impuissant de Becca. L'Homme-Poisson reste chez l'Aigle qui lui présente sa marraine de l'Église du collectif pour l'aider à retrouver sa voie et peut être sa place auprès des Sept. La Reine Maeve, Stella et Stormfront, nouvelle recrue des Sept, doivent donner des interviews. Stella doit gérer le retour de A-Train et son enquête sur le composé V. Butcher passe un accord avec la CIA pour faire tomber Vought et permettre à tous les Boys de retrouver leurs vies normales en échange d'un super-terroriste. Maeve révèle un secret sur sa vie privée. |                                     |                                                 |                   |
| 3 | La Charge de la brigade légère      | Over the Hill with the Swords of a Thousand Men | 4 septembre 2020  |
| Les Boys ont découvert que Kenji, le frère de Kimiko, est en réalité le super terroriste recherché depuis longtemps dans tout le pays. Après l'avoir capturé, ils prévoient de le remettre à la CIA tout en restant discrets, étant toujours recherchés eux-mêmes en tant que terroristes. Pendant ce temps, Stella réussi à dévoiler anonymement l'existence du composé V et savoure sa victoire, bien que A-Train ne soit pas loin pour la faire déchanter. Le Protecteur teste les pouvoirs de son fils et, après un échec à nouer des liens avec lui, retourne auprès des Sept pour assurer sa position de leader. L'Homme-poisson a une profonde discussion avec lui-même. Stromfront poursuit Kenji et le tue, non sans avoir causé de gros dégâts à un immeuble et tué gratuitement quelques résidents. |                                     |                                                 |                   |
| 4 | Rien de tel dans le monde entier    | Nothing Like It in the World                    | 11 septembre 2020 |
| Kimiko veut se venger de Stormfront, et le Français désespère de trouver un moyen de lui remonter le moral, en vain. Après avoir appris ou se trouve Becca, Butcher décide de partir la sauver, seul, laissant la Crème diriger le reste du groupe. Ce dernier part avec Hughie interroger une personne à propos d'une ancienne super-héroîne, Liberty. Hughie convainc la Crème de laisser Stella venir avec eux, qui a besoin de respirer loin de Vought et des Sept. Le Protecteur enrage de la popularité de Stormfront, qui continue de s'afficher ouvertement contre les pratiques de Vought. |                                     |                                                 |                   |
| 5 | Quand faut y aller, faut y aller    | We Gotta Go Now                                 | 18 septembre 2020 |
| Le tournage d'un film sur les Sept vient de commencer, les super-héros y jouant leur propre rôle. Hormis Stormfront, personne n'est ravi : A-Train enrage car il doit y annoncer son départ décidé par le Protecteur, la Reine Maeve doit faire face aux révélations sur sa sexualité et protéger Elena, Stella doit surveiller discrètement Stormfront qui semble en savoir beaucoup sur la fuite de l'existence du composé V et le Protecteur doit faire face aux retombées causées par une vidéo de lui faisant une victime collatérale lors de la traque d'un terroriste. Pendant ce temps, le Français surveille Kimiko, qui officie comme tueuse à gages pour Cherie, et essaie de le convaincre que ce n'est pas la bonne solution. Hughie a peur pour Butcher, qui semble avoir abandonné la partie : en effet, sa femme a renoncé au dernier moment de partir, car elle se doute qu'il cherchera à se débarrasser tôt ou tard de son fils. Hughie et la Crème le retrouvent chez sa tante, mais Butcher a été suivi par Black Noir depuis sa visite à Becca. Ils tentent de le piéger avec des explosifs, mais le Super, nullement déstabilisé, s'apprête à tuer Hughie. Butcher l'en empêche en menaçant Edgar, qui supervisait en direct l'opération de Black Noir, de révéler au public des informations compromettantes sur les méfaits des super-héros. Black Noir s'en va. Pendant ce temps, Maeve rend visite à l'Homme Poisson pour lui demander un service, tandis que le Protecteur accepte l'aide de Strormfront pour relever sa popularité, et tous deux entament une relation. |                                     |                                                 |                   |
| 6 | On ne prend plus de gants           | The Bloody Doors Off                            | 25 septembre 2020 |
| Les Boys font une visite au Sage Grove Center, une prison pour super-héros à qui on a injecté du composé V et pour qui les choses sont allées de travers, et tombent sur la Torche qui y officie comme gardien. Il a aussi pour rôle de couvrir les méfaits de Vought en brûlant toutes les preuves, aussi bien matérielles qu'humaines. Il s'avère qu'il est en réalité lié à un épisode douloureux du passé du Français. Hughie est grièvement blessé pendant l'infiltration. Stormfront gère le centre dans sa volonté de créer une armée de super-héros qui l'aideraient dans son projet : celle qui fut Liberty est en fait née en 1919 à Berlin, et sous l'Allemagne nazie fut le premier sujet réussi du composé V, inventé par son mari Frederick Vought. Mais une super aux dangereux pouvoirs télékinésiques s'est échappée dans la nature. L'Homme Poisson remet à Maeve une caméra retrouvée sur l'épave de l'avion, appartenant à un des passagers, ayant filmé leur abandon par le Protecteur. Elle compte se servir de la vidéo pour le faire chanter et ainsi protéger Elena. |                                     |                                                 |                   |
| 7 | Le Fils du boulanger                | Butcher, Baker, Candlestick Maker               | 2 octobre 2020    |
| La membre du congrès Victoria Neuman organise une audience contre Vought, avec la Torche comme témoin principal. Vought a découvert la trahison d'Annie, Black Noir la kidnappe et la retient dans une cellule spéciale où il lui est impossible d'utiliser ses pouvoirs. Hughie convainc la Torche de se joindre à lui dans une tentative de sauvetage à la tour Vought, ce qui conduit ce dernier à s'immoler pour activer l'alarme et ainsi permettre à Stella d'exploiter l'énergie de la lumière allumée à ce moment dans sa cellule pour utiliser ses pouvoirs et s'échapper. Annie est rattrapée par Black Noir, mais Maeve parvient à le neutraliser en exploitant son allergie aux fruits à coques. Pendant ce temps, le Protecteur et Stormfront manipulent Ryan pour qu'il quitte Becca, A-Train commence à se méfier de l'Église du Collectif et Butcher revoit malgré lui son père. Malgré la perte de la Torche, Butcher force Vogelbaum à témoigner contre Vought. Malheureusement, l'audience tourne court lorsque les têtes des personnes présentes (dont celle de Vogelbaum) sur l'estrade et dans le public, explosent les unes après les autres, dans la panique générale. |                                     |                                                 |                   |
| 8 | Les Innocents                       | What I Know                                     | 9 octobre 2020    |
| Avec l'aide de A-Train, Hughie et Stella parviennent à rendre public le passé nazi de Stormfront. Becca demande de l'aide à Butcher pour retrouver son fils Ryan qui a été enlevé par le Protecteur et Stormfront. Les Boys et Stella parviennent à le récupérer dans le chalet du Protecteur en attirant le super-héros à l'extérieur. Butcher, Becca et Ryan s'enfuient et sont interceptés par Stormfront qui étrangle Becca ; Ryan la carbonise et lui coupe les membres grâce ses yeux laser, mais il tue sa mère accidentellement. Le Protecteur arrive sur les lieux, menaçant, mais Maeve intervient en lui montrant une vidéo prise dans l'avion qu'il avait laissé s'écraser en abandonnant les passagers au cours de la saison 1. Désormais dos au mur, le Protecteur laisse partir Butcher et Ryan. On le voit ensuite perché en haut d'un immeuble, en pleine nuit, en train de se masturber en répétant « Je peux faire tout ce que je veux ! ». (« I can do whatever the fuck I want ») Les noirs desseins de Stormfront ayant été découverts, les Boys sont libérés de toutes les charges qui pesaient sur eux, tandis que Stella et A-Train sont réintégrés dans les Sept, mais pas l'Homme-Poisson, à sa grande déception. La parlementaire Victoria Neuman, qui avait mené la lutte contre Vought, est au téléphone avec Alistair, le chef de l'Église du Collectif. Ils raccrochent et sa tête explose. Neuman est devant les grilles de sa propriété, observant la fenêtre de son bureau maculée de sang : elle s'avère être la super-vilaine qui a assassiné Raynor et provoqué le massacre de la salle d'audience du Congrès. Ignorant ces faits, Hughie se rend à sa permanence et lui demande du travail, ce qu'elle accepte. |                                     |                                                 |                   |

### Troisième saison (2022)
La série est renouvelée pour une troisième saison, qui est diffusée depuis le vendredi 3 juin 2022.
| no | Titre français                                | Titre original                              | Date de diffusion |
| --- | --------------------------------------------- | ------------------------------------------- | ----------------- |
| 1 | Retour de bâton                               | Payback                                     | 3 juin 2022       |
| Un an après le scandale provoqué par les révélations des motivations nazies de Stormfront, Butcher et la plupart des Boys travaillent comme sous-traitants pour le Bureau of Superhero Affairs de Victoria Neuman afin d'appréhender les Supes problématiques, avec Hughie comme agent de liaison. Le PDG de Vought, Stan Edgar, propose à Annie, qui sort maintenant publiquement avec Hughie, de devenir co-capitaine des Sept, afin de reconstruire la réputation de Vought, au grand désarroi du Protecteur. Edgar tente également de vendre le V24, une nouvelle variante du composé V qui permet d'acquérir des super-pouvoirs de manière temporaire, au Secrétaire à la Défense des États-Unis Robert Singer, mais en vain. Maeve rencontre secrètement Butcher, lui demandant de rechercher les membres du groupe des Revengeurs, des super-héros dont la popularité a disparu après la formation des Seven, et de découvrir la vérité sur la mort de leur chef, le Petit Soldat, dans l'espoir de trouver un moyen de tuer le Protecteur. Elle lui donne également plusieurs flacons de V24, qu'il envisage d'utiliser. En quittant son travail à la permanence de Victoria Neuman, Hughie aperçoit un homme du nom de Tony, qui prétend être le meilleur ami de Neuman et l'appelle Nadia. Il suit le couple dans une ruelle, où Tony la presse de dire la vérité sur "Red River". Elle refuse, incitant Tony à riposter avant de le faire exploser, ignorant que Hughie observe la scène.                                                                                                   |                                               |                                             |                   |
| 2 | Le Seul homme dans le ciel                    | The Only Man In The Sky                     | 3 juin 2022       |
| Pendant que les Boys enquêtent sur la mort du Petit Soldat, Hughie visite Red River, un orphelinat pour enfants dotés de super-pouvoirs et copie toute une série de fichiers dans l'ordinateur de la directrice de l'établissement et y découvre un dossier sur Victoria, qui a grandi dans l'orphelinat avant d'être recueillie par Edgar. Frenchie et Kimiko affrontent la Comtesse Rouge, la veuve du Petit Soldat, au parc d'attraction Voughtland, mais elle s'échappe. Butcher affronte l'ancien acolyte du Petit Soldat, Gunpowder, mais est blessé dans la fusillade qui s'ensuit. Butcher appelle Hughie et accepte d'arrêter d'utiliser la violence, mais ce dernier l'informe des super-pouvoirs de Neuman et de sa responsabilité dans la série de têtes explosées. Changeant d'avis. Butcher prend une dose de V24 et confronte à nouveau Gunpowder, le battant facilement et apprenant que le Petit Soldat est mort au Nicaragua lors d'une mission pour la CIA dirigée par Mallory. Irrité par cette découverte, Butcher tue Gunpowder. En préparation de sa prochaine fête d'anniversaire, le Protecteur fait pression sur Starlight pour qu'elle fasse preuve de déférence envers lui, mais elle le repousse avec le soutien d'Edgar. Après que Stormfront se soit suicidée sur son lit médicalisé, quelques heures avant la célébration, le Protecteur déraille pendant les festivités, déclarant que les dirigeants de Vought tentent de le contrôler et insistant sur le fait que le monde a besoin de lui parce qu'il est le « vrai héros » et d'ailleurs, le « seul vrai héros » |                                               |                                             |                   |
| 3 | Côte de Barbarie                              | Barbary Coast                               | 3 juin 2022       |
| À la suite de sa diatribe, la cote de popularité du Protecteur parmi la population rurale et blanche monte en flèche, amenant les dirigeants de Vought à adopter une attitude plus permissive envers ses actions, à sa grande satisfaction. Annie appelle Hughie pour lui dire qu'elle compte tout plaquer, que le Protecteur a complètement pété les plombs, qu'il est instable et dangereux. Mais son amant lui demande de rester au sein des Sept pour le surveiller et pour faire gagner du temps aux Boys. Pendant ce temps, Mallory révèle que l'équipe des Revengeurs a été déployée pour aider la CIA à combattre un gouvernement communiste au Nicaragua pendant la guerre froide, mais a été détruite lors d'une attaque par des soldats nicaraguayens et russes, Black Noir étant grièvement blessé, tandis que le Petit Soldat aurait été tué par une super arme et son corps emporté par les soldats russes. Enragé que Mallory ne lui ait pas révélé l'existence de la super-arme plus tôt et souffrant toujours des effets secondaires du V24, Butcher sort en trombe et blâme Ryan pour la mort de Becca, ce qui s'avère être une manœuvre pour inciter le garçon à ne plus le voir, et ainsi le protéger du Protecteur. Lors de l'émission de télé-réalité « American Hero », l'ami d'enfance et ex-petit ami de Annie, Supersonic, rejoint les Sept tandis que l'Homme-Poisson est rétabli. Le Protecteur annonce alors que lui et Annie sont amoureux, ce à quoi elle acquiesce à contrecœur.                                                                                       |                                               |                                             |                   |
| 4 | Le Glorieux plan quinquennal                  | Glorious Five Year Plan                     | 10 juin 2022      |
| Butcher rencontre Little Nina et négocie pour que les Boys soient emmenés en Russie en échange de la mort d'une cible assignée, un oligarque russe que Kimiko, se faisant passer pour une prostituée, se charge de tuer. Surprenant Butcher s'injectant une dose de V24 en vue de l'opération, Hughie lui demande en vain de le laisser l'utiliser. Victoria Neuman tient une conférence pour aborder la situation du Protecteur, mais trahit Edgar en l'accusant publiquement d'avoir commis des crimes. En retour, le Protecteur fournit à Neuman une dose de composé V, qu'elle injecte à sa fille Zoe. Stella recrute Maeve et Alex pour l'aider à tenir tête au Protecteur. Alex "Supersonic" tente plus tard de faire de même avec A-Train après avoir vu ce dernier maltraité par le Protecteur et l'Homme-Poisson. Plus tard, le Protecteur dévoile alors à Annie le cadavre d'Alex, l'ayant tué après avoir appris son complot par A-Train. Après que le Protecteur a menacé la vie de Hughie, elle se soumet en larmes. Alors que les Boys infiltrent un laboratoire secret, ils sont submergés par des soldats russes jusqu'à ce que Butcher et Hughie, qui avait pris secrètement une dose, utilisent leurs pouvoirs. Butcher découvre et ouvre une capsule contenant le Petit Soldat encore vivant, qui libère à sa sortie une explosion d'énergie rendant Kimiko impuissante et blessée. Les Boys se retirent pour la stabiliser pendant que le Petit Soldat s'échappe. |                                               |                                             |                   |
| 5 | Dernier regard sur un monde de mensonges      | The Last Time to Look on This World of Lies | 17 juin 2022      |
| Après leur escapade en Russie, les Boys sont encore sous le choc : Kimiko ne guérit plus de ses blessures, Hughie n'arrête pas de vomir et la Crème commence à avoir des visions de son père assassiné par le Petit Soldat. Les garçons découvrent que les soldats russes tenaient depuis des années le Petit Soldat, alors que celui-ci provoque une explosion en plein cœur de Manhattan. Les Boys passent à l'action : ils capturent la Comtesse Rouge et l'utilisent comme appât, comme Butcher et Hughie savaient qu'ils ne pourraient pas compter sur la Crème, Butcher endort la Crème et Hughie apprend à Stella, venu sur les lieux, que l'arme qu'ils cherchaient était en fait le Petit Soldat. En parallèle, le Protecteur, sachant que Maeve a couché avec Butcher, la fait enlever par Black Noir. A-Train, essayant de faire en sorte que Blue Hawk ne fasse plus d'action raciste, voit son frère et plusieurs autres noirs gravement blessés par celui-ci qui panique. |                                               |                                             |                   |
| 6 | Hérogasme                                     | Herogasm                                    | 24 juin 2022      |
| L'Homme-Poisson et le Protecteur découvrent des images du Petit Soldat tuant la Comtesse Rouge, conduisant Black Noir à retirer sa puce de suivi et à disparaître. Nina kidnappe Kimiko, le Français et Cherie, avant de le forcer à choisir qui il épargnera, mais Kimiko se détache et tue les hommes de main de Nina, qui s'enfuit. Pendant ce temps, Butcher et Hughie aident le Petit Soldat à tuer les TNT Twins. Annie localise les TNT Twins à Montpelier (Vermont) où l'Hérogasme a lieu : une orgie de Super-héros organisée par les TNT Twins. Le Protecteur, Butcher et le Petit Soldat entrent et les TNT Twins sont tués par le Petit Soldat, tout en détruisant une bonne partie de la maison et ses occupants. Le Protecteur arrive ensuite sur les lieux et se bat avec Hughie, Butcher et le Petit Soldat. Il se fait maîtriser par les trois autres qui passent près de le tuer. A-Train décide de faire payer Blue-Hawk et le tue avec sa rapidité en le traînant au sol, mais fait une crise cardiaque. Annie, fatigué après une entrevue avec Victoria Neuman, fait un livestream où elle annonce qu'elle quitte Vought et dénonce les crimes du Protecteur, ainsi que ceux de Vought et du Petit Soldat. |                                               |                                             |                   |
| 7 | La Chandelle qui éclaire la chambre à coucher | Here Comes a Candle to Light You to Bed     | 1er juillet 2022  |
| Des flashbacks montrent comment Noir a organisé l'embuscade au Nicaragua pour échanger le Petit Soldat avec les Russes, au nom d'Edgar, et avec l'aide de l'équipe des Revengeurs, qui en voulait au Petit Soldat pour son comportement abusif. Dans le présent, A-Train est réanimé avec succès après avoir reçu une transplantation cardiaque de Blue Hawk. Butcher, Hughie et le Petit Soldat cherchent Mindstorm, le membre des Revengeurs, qui maîtrise Butcher, le piégeant dans les souvenirs de son père abusif et du suicide de son petit frère Lenny. Hughie convainc Mindstorm de libérer Butcher en échange de sa liberté, mais Petit Soldat tue Mindstorm peu après. En récupérant le composé V pour Kimiko à Vought, Annie découvre que le V24 tue les utilisateurs après trois à cinq doses. Le Protecteur confronte Annie au sujet de son livestream, mais elle l'enregistre en train d'avouer ses crimes et le publie sur les médias sociaux. Frenchie injecte le composé V à Kimiko, guérissant ses blessures et lui redonnant ses pouvoirs. Annie informe Butcher des risques du V24, mais ce dernier choisit de ne pas communiquer cette information à Hughie. Le Petit Soldat appelle Le Protecteur et lui révèle qu'il est son père biologique. |                                               |                                             |                   |
| 8 | L'Instant vieux blancs déchainés              | The Instant White-Hot Wild                  | 8 juillet 2022    |
| Le Protecteur trouve et convainc Ryan de retourner auprès de lui. Ne voulant pas faire plus de mal à Hughie, Butcher le quitte et se rend à New York avec le Petit Soldat. Hughie rencontre Annie pour s'excuser de ses erreurs. Maeve s'échappe de la garde de Vought et rencontre Hughie, Annie et MM. Le Protecteur tue Noir pour lui avoir caché qu'il était le fils du Petit Soldat. Butcher et Petit Soldat rencontrent les Boys, Annie et Maeve, et les piègent dans une pièce sécurisée avant de partir avec Maeve pour tuer Le Protecteur. Celui-ci supplie le Petit Soldat de l'accepter comme son fils, mais ce dernier l'attaque. Quand Ryan tente de sauver Le Protecteur, le Soldat l'attaque aussi, ce qui fait que Butcher, Maeve et les Boys qui arrivent se retournent contre lui. Le Petit Soldat démarre une explosion d'énergie, mais avant sa réalisation Maeve le pousse hors du bâtiment tandis que Le Protecteur s'échappe avec Ryan. Par la suite, le public pleure le sacrifice apparent de Maeve, ignorant qu'elle est vivante mais dépourvue de pouvoirs, Butcher est dans un état critique à cause de son utilisation du V24, Annie rejoint les Boys, le Petit Soldat retourne en détention cryogénique, Neuman commence à se présenter à la vice-présidence après que l'Homme-Poisson a assassiné son prédécesseur. Le Protecteur assiste à un rassemblement de partisans où il assassine publiquement un opposant sous les yeux de Ryan et reçoit l'approbation générale.                                                                                              |                                               |                                             |                   |

Source des titres en français

### Quatrième saison (2024)
La série est renouvelée pour une quatrième saison, qui est diffusée depuis le 13 juin 2024.
1. Le département des sales tours à gogo (Department of Dirty Tricks)
2. La vie parmi les sceptiques (Life Among the Septics)
3. On laisse l'alarme sonner (We'll Keep the Red Flag Flying Here)
4. La sagesse des âges (Wisdom of the Ages)
5. Fais attention au croquemitaine, mon fils (Beware the Jabberwock, My Son)
6. Sale affaire (Dirty Business)
7. La Taupe (The Insider)
8. Meurtres à la pelle (Assassination Run)

## DVD
- The Boys - Saison 1 (29 juillet 2020) (ASIN B087KS14KD)
- The Boys - Saison 2 (7 juillet 2021) (ASIN B092BRYBZX)
- The Boys - Saison 3 (6 mars 2023) (ASIN B0BPYKN7JW)

## Accueil

### Critique
Sur Rotten Tomatoes, la série détient une note « certifié frais » de 84 % basée sur 101 commentaires, avec une note moyenne de 7.65 / 10. Le consensus critique du site Web se lit comme suit : « Bien que la série soit de qualité inégale, les plaisirs violents et la volonté de The Boys de s'engager dans des thèmes pertinents et graves raviront à coup sûr ceux qui recherchent un nouveau groupe d'antihéros à apprécier. » Sur Metacritic, il a une moyenne pondérée de 74 sur 100, sur 19 critiques, indiquant « des critiques généralement favorables ».
Christopher Lawrence du Las Vegas Review-Journal a écrit : « Irrévérencieux, délicieusement cynique, The Boys dénonce la cupidité et la corruption de la méga-industrie des super-héros. »
Matthew Gilbert de Boston Globe a écrit : « Le casting est parfait, en particulier Shue, qui a une efficacité glaciale ; Quaid, dont les tâtonnements névrotiques mais courageux sont attachants ; et Urban, qui est le guide des gonzo de Hughie. »
Kristy Puchko chez IGN attribue une note de 7,2 / 10 au premier épisode et apprécie le fait que l'histoire soit tirée de la bande dessinée, mais avec des changements intelligents. Puchko fait l'éloge du casting : « Moriarty apporte une nuance à sa performance qui refuse de donner à Stella l'impression d'être une demoiselle à deux dimensions. Elle n'est pas naïve. Elle est optimiste. Et elle est une battante. The Boys rend tout cela clair et net. »

### Audiences
Jennifer Salke, responsable d'Amazon Studios, a déclaré : « Nous sommes ravis que The Boys ait dépassé nos prévisions en matière de visionnage au cours de ses deux premières semaines, et est devenu l'une de nos séries les plus regardées d'Amazon Prime Video. »
En octobre 2019, Nielsen a annoncé qu'il avait commencé à surveiller les programmes d'Amazon Prime. The Boys a attiré au total huit millions de téléspectateurs au cours de ses dix premiers jours de sortie, ce qui en fait l’un des programmes originaux les plus réussis sur Amazon Prime.

## Série dérivée
Une série télévisée d'animation anthologique, The Boys présentent : Les Diaboliques, est diffusée depuis 2022.